# Cyananthus longiflorus
Cyananthus longiflorus là loài thực vật có hoa trong họ Hoa chuông. Loài này được Franch. mô tả khoa học đầu tiên năm 1887.